# Lispe loewi
Lispe loewi este o specie de muște din genul Lispe, familia Muscidae, descrisă de Ringdahl în anul 1922. Conform Catalogue of Life specia Lispe loewi nu are subspecii cunoscute.